# Francisco Hyun-sol Kim
Francisco Hyun-sol Kim, meglio noto come Chico (Cascavel, 16 maggio 1991), è un calciatore brasiliano naturalizzato sudcoreano, centrocampista del Mirassol.

## Caratteristiche tecniche
È un trequartista.

## Carriera
Nato in Brasile da genitori coreani, ha iniziato a giocare a calcio nelle giovanili dell'Atlético Sorocaba.
Il 28 aprile 2019 ha debuttato nella massima serie brasiliana disputando con il Ceará l'incontro vinto 4-0 contro il CSA.

## Palmarès

### Competizioni statali
- Campionato Alagoano: 1

CRB: 2017